# Basset bretoński
Basset bretoński – jedna z ras psów, należąca do grupy psów gończych i posokowców, zaklasyfikowana do sekcji psów gończych. Podlega próbom pracy.

## Krótki rys historyczny
Rasa powstała w XIX wieku w wyniku krzyżowania Gryfona fauve de bretagne z innymi bassetami. Wykorzystywana była do polowań na drobną zwierzynę w grupie składającej się z czterech osobników.

## Charakter i temperament
Żywy i przyjazny.

## Wygląd
Umaszczenie jest jednolite, złote, czasem z białą plamką na piersi czy szyi. Sierść krótka, twarda i szorstka. Sylwetka jak u innych bassetów z długim tułowiem i stosunkowo krótkimi nogami. Głowa wydłużona z ciemnym nosem i owalnymi uszami, które są pofałdowane u nasady i osadzone na linii oczu. Szyja krótka i umięśniona. Nogi najczęściej lekko zakrzywione. Ogon gruby i zwężający się ku dołowi.